# Megalothorax aquaticus
Megalothorax aquaticus is een springstaartensoort uit de familie van de Neelidae. De wetenschappelijke naam van de soort is voor het eerst geldig gepubliceerd in 1951 door Stach.